# Кузнецов, Борис Иннокентьевич
Борис Иннокентьевич Кузнецов (29 апреля (11 мая) 1889 — 19 апреля 1957) — российский и советский военачальник. Генерал-майор (4.06.1940).

## Биография
Дворянин, сын офицера. Окончил Оренбургский Неплюевский кадетский корпус в 1907 году. На службе в Русской императорской армии с июня 1907 года. Окончил Михайловское артиллерийское училище в 1910 году. Участник Первой мировой войны. Офицер 27-й артиллерийской бригады. Окончил ускоренный курс Военной академии (1917) 2-й очереди. Капитан
После Октябрьской революции перешёл на службу большевикам и назначен консультантом оперативного отделения Наркомата по военным делам, был помощником главного руководителя обороны Петрограда и подступов к нему. Служил в Красной Армии с момента его создания. С февраля 1918 года — консультант оперативного одела Московского окружного комиссариата по военным делам и консультант оперативного отделения Наркомвоена. Занимался организацией советской военной разведки. С августа 1918 года был военным экспертом при делегации Наркомата по военным делам для переговоров с германской главной квартирой, с сентября — председатель комиссии по исследованию дорог Олонецко-Петрозаводского района. В октябре-ноябре 1918 года исполнял должность начальника оперативного штаба при председателе Реввоенсовета Республики Л. Д. Троцкого в его поездке на Южный фронт и Петроград.
С ноября 1919 года был начальником разведывательного отделения Полевого штаба РВСР (11.1918-12.1919). С июля по ноябрь был арестован органами ВЧК по делу о белогвардейской организации в Полевом штабе РВСР («дело И. И. Вацетиса»), освобождён под подписку о возвращении к месту службы. В декабре назначен заведующим Нижегородских пехотных курсов, в январе 1920 года назначен заведующим учебной частью 3-х Казанских пехотных курсов, тем же в Казани в 1920 году был начальником штаба 1-й Восточной стрелковой бригады курсантов. С июня 1920 года по сентябрь 1921 года был начальником оперативного отделения штаба, и исполняющим должность начальника штаба 11-й армии. Участвовал в подготовке и проведении Тифлисской наступательной операции.
С сентября 1921 по сентябрь 1922 года — 2-й заместитель народного комиссара по военным и морским делам Грузинской ССР, помощник наркома по военным и морским делам ЗСФСР. С сентября 1922 года — начальник управления военно-учебных заведений Отдельной Кавказской Армии и одновременно в марте-августе 1923 года исполнял должность первого помощника начальника штаба той армии. С августа 1923 года — начальник штаба Кавказской Краснознаменной армии, одновременно в мае 1925 — феврале 1927 — заместитель (помощник) командующего этой армией. Участвовал в подавлении восстаний в Грузии в 1922 и в 1924 годах. С июня 1927 года — военный атташе при полпредстве СССР в Турции. С октября 1929 года находился на преподавательской работе в Военной академии РККА имени М. В. Фрунзе на должности начальника кафедры военной истории и мировой войны, с 1934 года — старшего руководителя кафедры истории империалистической войны, с октября 1937 — старшего преподавателя на кафедре военной истории, с октября 1942 был начальником кафедры военной истории, с февраля 1946 — начальником кафедры истории военного искусства. Осенью 1941 года в ходе битвы за Москву участвовал в создании оборонительных рубежей под Москвой. В мае 1947 года уволен в отставку.
В СССР имел воинские звания комдив (присвоено 5.12.1935) и генерал-майор (4.06.1940).
Похоронен на Преображенском кладбище.

## Награды
- Орден Ленина (21.02.1945);
- 2 ордена Красного Знамени (1921, 3.11.1944);
- Орден Красной Звезды;
- Медали СССР[4]